# Helios Klinikum Gifhorn
Das Helios Klinikum Gifhorn in Niedersachsen ist eine Einrichtung der gleichnamigen GmbH und sichert die medizinische Grundversorgung vor allem für die Bevölkerung des Landkreises Gifhorn.

## Geschichte
Vor dem Zweiten Weltkrieg gab es im Landkreis Gifhorn kein Krankenhaus, Schwerkranke wurden damals in die Krankenhäuser in Braunschweig und Celle eingeliefert.
Im Zweiten Weltkrieg war in Gifhorn in der damaligen Steinschule, der heutigen Freiherr-vom-Stein-Schule, ein Lazarett der Luftwaffe untergebracht. Vom 1. Dezember 1945 an stand das ehemalige Lazarett der Bevölkerung als Krankenhaus zur Verfügung. Da sich durch die Flucht und Vertreibung Deutscher aus Mittel- und Osteuropa infolge des Zweiten Weltkriegs die Bevölkerung des Landkreises Gifhorn von 1939 bis 1950 ungefähr verdoppelt hatte, war das Krankenhaus stets überbelegt.
1947 begann daher in Gifhorn am Laubberg der Neubau eines Kreiskrankenhauses, der im Juni 1951 fertiggestellt wurde. Das bisherige Krankenhaus, das Gebäude der Steinschule, wurde im Sommer 1951 renoviert und wieder für den Schulunterricht eingerichtet, der dort im August 1951 wieder aufgenommen wurde. 1968 verfügte das Krankenhaus über 344 Betten.
Das heutige Klinikum in Gifhorn entstand als Ersatz für das 1951 errichtete und mehrfach erweiterte Kreiskrankenhaus, das auf dem Grundstück Bergstraße 30 stand. Die Grundsteinlegung für den Neubau am aktuellen Standort unweit der Bundesstraße 4, der nach Plänen des Architekten Werner Vogt aus Leipzig entstand, erfolgte am 20. August 2009. Am 25. Januar 2012 wurde es mit einem Festakt offiziell eröffnet. Nach mehrjährigem Leerstand wurde das vorherige Gifhorner Krankenhaus in der Bergstraße im Jahr 2020 abgerissen.
Seit Anfang 2014 gehört das ehemalige Kreiskrankenhaus Gifhorn zu den Helios Kliniken und ist seit 2016 ein Akademisches Lehrkrankenhaus der Otto-von-Guericke-Universität Magdeburg.

## Profil
Gegenwärtig hat das Helios Klinikum Gifhorn 344 Betten. Jährlich werden mehr als 20.000 Patienten stationär und rund 27.000 ambulant von über 100 Ärzten und ca. 400 Pflegekräften behandelt (Stand: 26. Oktober 2023).
Im Rahmen der Aktion „Der Norden wird grüner“ leistet das Krankenhaus in Gifhorn einen Beitrag zum Klimaschutz und zur Nachhaltigkeit. Dazu werden auch Informationen zur Menge der Kohlendioxid-Emissionen in den Bereichen Heizöl, Strom und Erdgas veröffentlicht.
In Deutschland waren 46,6 % der Frauen und 60,5 % der Männer im Jahr 2020 übergewichtig. Zur Behandlung dieser Erkrankten eröffnete Helios im Februar 2025 im östlichen Niedersachsen die drei eng zusammenarbeitenden Adipositas-Zentren im Klinikum Gifhorn, in der St. Marienberg Klinik Helmstedt sowie im Klinikum Uelzen.

## Fachabteilungen
Das Krankenhaus in Gifhorn umfasst die nachfolgend aufgeführten Fachbereiche und medizinischen Zentren (Stand: Februar 2025). Das Brustkrebszentrum und das Darmkrebszentrum wurden von der Deutschen Krebsgesellschaft zertifiziert.

### Medizinische Fachbereiche
- Allgemein- und Viszeralchirurgie
- Anästhesie, operative Intensiv- und Rettungsmedizin
- Gastroenterologie
- Geburtshilfe
- Gefäßchirurgie
- Geriatrie
- Gynäkologie
- Hals-Nasen-Ohren-Heilkunde
- Kardiologie
- Kinderklinik
- Neurologie
- Neurotraumatologie und Wirbelsäulenchirurgie
- Orthopädie und Unfallchirurgie
- Pneumologie
- Schmerzklinik
- Zentrum für Interdisziplinäre Notfallmedizin

### Medizinische Zentren
- Adipositaszentrum
- Alterstraumazentrum
- Brustkrebszentrum (zertifiziert)
- Darmkrebszentrum (zertifiziert)